# Whitchurch (Warwickshire)
Whitchurch – osada w Anglii, w hrabstwie Warwickshire, w dystrykcie Stratford-on-Avon. Leży 18 km na południowy zachód od miasta Warwick i 129 km na północny zachód od Londynu.